# Mars Helicopter Ingenuity
Ingenuity este un elicopter autonom care a operat pe planeta Marte între 2021 și 2024. Acesta a făcut parte din misiunea Mars 2020 a NASA. Elicopterul a ajuns pe suprafața marțiană atașat la partea inferioară a roverului Perseverance și a fost desfășurat la suprafață la 3 aprilie 2021. Atât roverul, cât și elicopterul și-au început misiunea pe Marte la locul de aterizare Octavia E. Butler Landing, în apropierea marginii vestice a craterului Jezero, cu o lățime de 45 km. La 19 aprilie 2021, Ingenuity a efectuat primul zbor extraterestru motorizat și controlat de către o aeronavă.
Aceste zboruri au demonstrat că zborul este posibil în atmosfera extrem de subțire de pe Marte. De asemenea, a demonstrat că nu era necesar un control direct de pe Pământ, ceea ce ar fi fost nepractic, deoarece semnalele radio au nevoie de 5 până la 20 de minute pentru a călători între Pământ și un vehicul de pe Marte (în funcție de poziția planetelor). În schimb, Ingenuity a efectuat în mod autonom manevre planificate, programate și transmise de operatorii săi.
Elicopterul trebuia să efectueze o demonstrație tehnologică pe durata a 30 de soli, efectuând cinci zboruri la altitudini cuprinse între 3–5 m, timp de până la 90 de secunde fiecare. După o scurtă fază de demonstrație pentru a dovedi navigabilitatea sa, JPL a început o serie de zboruri menite să arate cum ar putea ajuta explorarea aeriană a planetei Marte și a altor lumi. În acest rol operațional, Ingenuity a cercetat zonele de interes pentru roverul Perseverance. Performanța și rezistența elicopterului în mediul dur marțian au depășit cu mult așteptările. Aeronava și-a depășit specificațiile privind altitudinea necesară și durata zborului la scurt timp după începerea operațiunilor pe Marte. Acest lucru a permis Ingenuity să efectueze mult mai multe zboruri decât se aștepta inițial de la aeronavă. La 18 ianuarie 2024, elicopterul a fost avariat la aterizare în timpul celui de-al 72-lea zbor, iar NASA a anunțat retragerea sa după o viață mult mai lungă decât cea planificată. Ingenuity a zburat în total două ore, opt minute și 48 de secunde în 1.004 zile, acoperind mai mult de 16 kilometri.
Ingenuity a fost proiectat de către Jet Propulsion Laboratory (JPL) al NASA în colaborare cu AeroVironment, Ames Research Center și Langley Research Center al NASA. Printre producătorii componentelor cheie se numără Lockheed Martin Space, Qualcomm și SolAero.

## Caracteristici tehnice
Deoarece atmosfera planetei Marte are o densitate echivalentă cu doar 1% din cea a atmosferei terestre, este mult mai greu pentru un aparat de zbor să se ridice, o  dificultate doar parțial compensată gravitația mai mică de pe Marte (aproximativ o treime din cea a Pământului). Decolarea de pe suprafața lui Marte a fost descrisă ca echivalentă cu a zbura la 30.000 m deasupra Pământului, o altitudine care nu a fost niciodată atinsă de elicopterele existente.
Dimensiunile fuselajului elicopterului sunt de 13,6 x 19,5 centimetri, diametrul unei mingi de baschet.
Împreună cu trenul de aterizare, rotoarele și panourile solare, Ingenuity are 49 de centimetri înălțime. Volumul foarte mic al fuselajului conține calculatoare, baterii, senzori (camere, altimetru) și sistemul de telecomunicații. 
Elicopterul este construit în jurul unui tub vertical în care circulă legăturile electrice care leagă procesorul de rotoare, precum și de nava mamă (roverul Perseverance) în timpul tranzitului către Marte. Pe acest tub sunt atașate de sus în jos: sistemul de fixare la rover, un panou solar, cele două rotoare, precum și servomotoarele care le pun în mișcare, partea centrală a trenului de aterizare și, în cele din urmă, fuselajul în formă pătrată. 
Ingenuity are o pereche de rotoare coaxiale cu elice din fibră de carbon, lungi de 1,2 metri. Pentru a se ridica în atmosfera rarefiată, cele patru lamele trebuie să se rotească în direcții opuse cu aproximativ 2.400 rotații pe minut, adică de aproape zece ori mai repede decât ale unui elicopter de pasageri de pe Pământ. A fost conceput pentru a utiliza panouri solare pentru a-și reîncărca bateriile, care sunt șase celule Sony litiu-ion cu o capacitate de 35-40 Wh.
Elicopterul folosește un procesor Qualcomm Snapdragon 801 cu un sistem de operare Linux. Câmpul magnetic inconsistent de pe Marte exclude utilizarea unei busole pentru navigație, așa că folosește o cameră cu urmărire solară integrată în sistemul de navigație inerțială. Sistemul de comunicații este conceput pentru a transmite date la 250 kbit/s pe distanțe de până la 1.000 m.
Trenul de aterizare include patru picioare compozite din carbon lungi de 38,4 centimetri atașate sub corpul lui Ingenuity la un unghi oblic față de verticală, care mențin corpul aeronavei la 13 centimetri deasupra terenului plat. Ingenuity are o masă de 1,8 kg pe Pământ ca și pe Marte, dar greutatea sa mai mică pe Marte este echivalentă cu cea a unei mase de 680 de grame pe Pământ, datorită diferenței de greutate dintre aceste două planete.. 

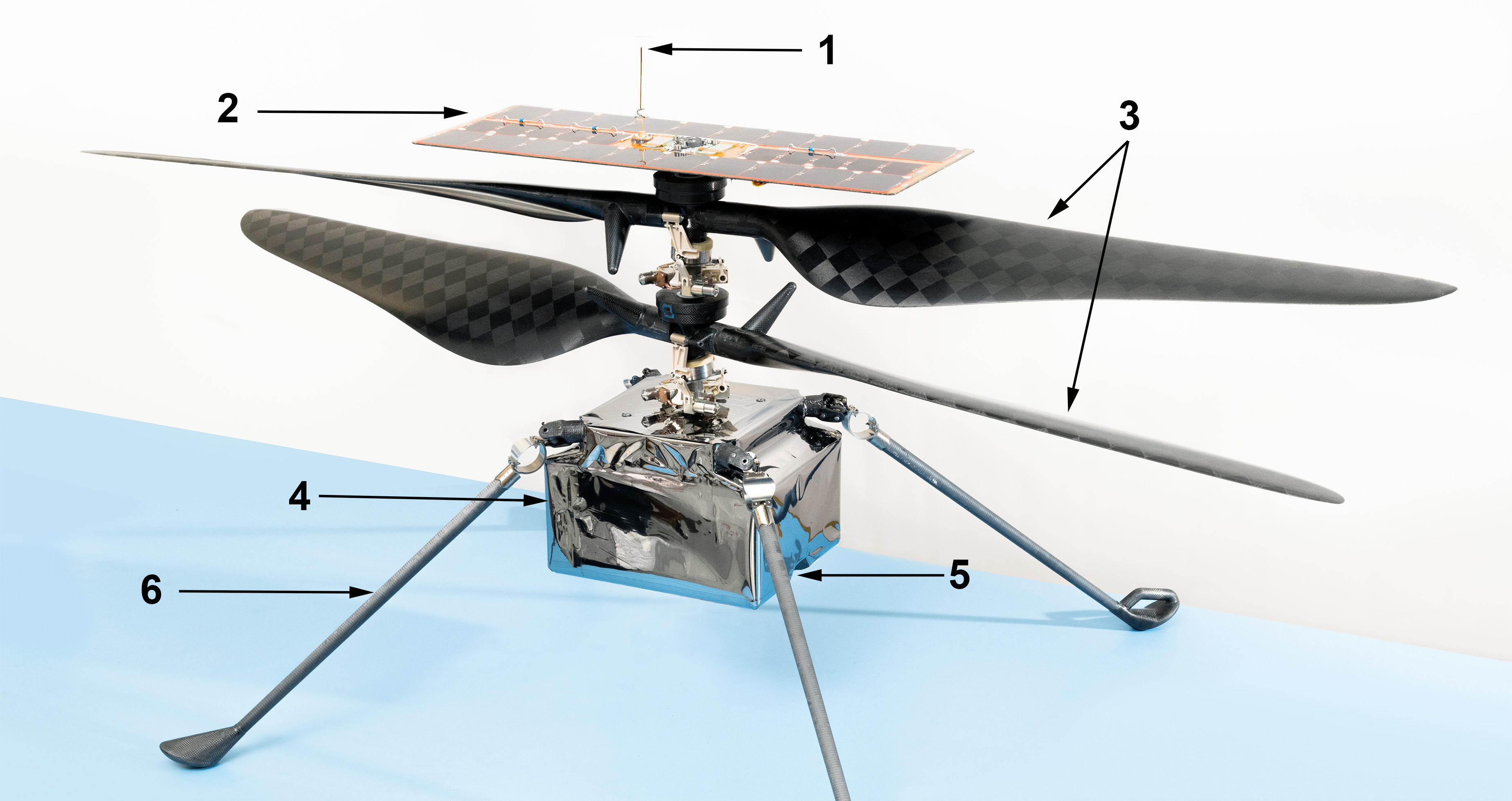
Schema elicopterului marțian. 1. Antena transmițătorului radio cu bandă UHF - 2. Celule solare care furnizează energia care alimentează bateria -3. Rotoare concepute pentru a putea zbura în atmosfera subțire a lui Marte - 4. Fuzelaj izolat termic conținând în principal bateriile, avionică și procesoare - 5. Cameră color de înaltă rezoluție pentru fotografierea locurilor survolate - 6. Picioare flexibile ale trenului de aterizare.

## Istoric operațional
Ingenuity a fost separat complet de roverul Perseverance la 3 aprilie 2021, după aterizarea în craterul Jezero la la 18 februarie 2021 și îndepărtarea scutului care a protejat drona elicopter situată sub rover la 21 martie 2021. În aceeași zi, Ingenuity a făcut o fotografie a suprafeței lui Marte care a fost transmisă înapoi pe Pământ.
Lamele rotorului au fost deblocate cu succes la 8 aprilie 2021 (misiunea sol 48) și a efectuat un test de rotire a rotorului la 50 rpm cu viteză redusă. Un test de rotire de mare viteză a fost încercat la 9 aprilie, dar nu a reușit din cauza expirării temporizatorului cronometrului de supraveghere, măsură care protejează elicopterul de funcționarea incorectă în condiții neprevăzute, în timp ce se încerca să se comute computerul de zbor din modul pre-zbor în modul zbor. La 12 aprilie, a fost anunțată o actualizare de software cu un patch pentru a corecta problema. La 17 aprilie 2021, Ingenuity a trecut cu succes testul de centrifugare cu viteză maximă. Testul a implicat rotirea lamelor rotorului, în timp ce se afla încă la suprafață, până la viteza maximă de aproximativ 2400 rpm, pentru prima dată pe Marte.
La 19 aprilie 2021 la 7:34 UTC, elicopterul a efectuat cu succes primul său zbor cu propulsie pe Marte. Echipa Ingenuity intenționează să piloteze elicopterul la fiecare 2-3 săptămâni până la sfârșitul lunii august, când Marte se va deplasa în spatele Soarelui.

### Lista zborurilor
| Zbor nr. | Data (UTC) (Sol)                                                | Durată (sec) | Altitudine max. | Distanța orizontală | Traseu | Rezumat | |
| -------- | --------------------------------------------------------------- | --- | --- | --- | --- | --- | --- |
| 1        | 19 aprilie 2021, la 07:34 (Sol 58)                              | 39,1 | 3 m | 0 m | Decolare verticală, planare staționară, aterizare pe câmpul fraților Wright18°26′41″N 77°27′04″E / 18.44486°N 77.45102°E | Primul zbor propulsat al unei aeronave pe altă planetă. În timp ce plutea, s-a rotit la 96 de grade într-o manevră planificată. Fotografiile alb-negru pe care le-a făcut chiar în timpul zborului au confirmat succesul și au fost primite la ora 11:30 UTC. | |
| 2        | 22 aprilie 2021 la 09:33 (Sol 61)                               | 51,9 | 5 m | 4 m dus-întors | Planare, deplasare spre vest 2 m, planare, întoarcere, planare, aterizare 18°26′41″N 77°27′04″E / 18.44486°N 77.45102°E | De la planul său inițial, s-a înclinat cu 5 grade, permițând rotoarelor să zboare 2 metri lateral. S-a oprit, a planat și s-a rotit în sens invers acelor de ceasornic, răsucindu-se de la + 90 ° la 0 ° la -90 ° la -180 °, în 3 pași, pentru a-și îndrepta camera color orientată spre orizont în diferite direcții pentru a face fotografii. A zburat înapoi la locul de decolare din centrul aerodromului și a aterizat. Datele de confirmare au început să sosească la 13:20 UTC. | |
| 3        | 25 aprilie 2021 la 11:31 (Sol 64)                               | 80,3 | 5 m | 100 m dus-întors | Planare, deplasare spre nord 50 m, întoarcere, planare, aterizare. 18°26′41″N 77°27′04″E / 18.44486°N 77.45101°E | Acesta a fost primul zbor care s-a aventurat la o anumită distanță de locul de desfășurare și apoi a revenit. A zburat la 50 de metri, menținând altitudinea și atingând o viteză maximă de doi metri pe secundă. Camera de navigație alb-negru orientată în jos a ajutat Ingenuity să urmărească poziția sa deasupra solului. A planat la destinație, apoi a zburat înapoi la locul decolării, a planat și a aterizat. Datele despre zbor au fost primite la ora 14:16 UTC. | |
| 4        | 29 aprilie 2021                                                 | Prima încercare a zborului 4 a eșuat | Prima încercare a zborului 4 a eșuat | Prima încercare a zborului 4 a eșuat | Prima încercare a zborului 4 a eșuat | Motiv: software-ul integrat nu a trecut la modul de zbor. | |
| 4        | 30 aprilie 2021 la 14:49. (Sol 69)                              | 116,9 | 5 m | 266 dus-întors | Planare, deplasare spre sud 84 m, planare, întoarcere, planare, aterizare. 18°26′41″N 77°27′04″E / 18.44486°N 77.45112°E | S-au făcut imagini alb-negru la fiecare 1,2 m în timp ce călătorea între 84 m și 133 m și imagini color în timp ce se deplasa în cel mai îndepărtat punct de la decolare. Un număr record de imagini pentru o hartă 3D (aproximativ 60 în total) realizate în ultimii 50 m înainte de a reveni la locul decolării. La 7 mai NASA a confirmat că roverul Perseverance a a înregistrat atât audio cât și video pe Ingenuity în timpul celui de-al patrulea zbor, făcând ca elicopterul să fie primul vehicul interplanetar al cărui sunet a fost auzit și înregistrat de un alt vehicul interplanetar. În acest zbor, Ingenuity a depășit roverul în distanța parcursă pentru prima dată. | |
| 5        | 7 mai 2021 la 19:26 (Sol 76)                                    | 108,2 | 10 m | 129 m | Planare, deplasare spre sud 129 m, urcare la 10 m, planare, aterizare la aerodromul B. 18°26′34″N 77°27′05″E / 18.44267°N 77.45139°E | Acesta a fost primul zbor care a aterizat într-un sit nou. Ingenuity a zburat către un loc aflat la 129 m spre sud. La sosire, a câștigat altitudine, a planat, a capturat câteva imagini color de înaltă rezoluție ale terenului din zonă și nu s-a întors la punctul de plecare, ci a aterizat la acel sit nou, aerodromul B. Acest zbor a marcat sfârșitul fazei de demonstrație tehnologică, care avea scopul de a dovedi că o aeronavă ar putea zbura pe Marte. | |
| 6        | 23 mai 2021 la 5:20 (Sol 91)                                    | 139,9 | 10 m | 215 m cu schimbări de direcție | Deplasare spre sud-vest aproximativ 150 m, spre sud 15 m, spre nord 50 m, aterizare lângă aerodromul C.18°26′30″N 77°27′00″E / 18.44166°N 77.44994°E | Zborul a avut o problemă spre sfârșitul primei etape, când o eroare a sistemului camerei de navigație a făcut ca toate imaginile următoare să fie marcate cu un timp incorect. Acest lucru a dus la înclinarea ambarcațiunii înainte și înapoi până la 20 de grade, cu creșteri mari ale consumului de energie. Ingenuity a continuat să zboare o perioadă în acel mod și a aterizat la aproximativ 5 m distanță de locul planificat, presupus ca aerodromul C. Aceasta a fost prima dată când a experimentat o anomalie. Alte puncte importante: - A colectat imagini stereo color ale unui sit de interes pentru a demonstra valoarea unei perspective aeriene pentru viitoarele misiuni. - Primul zbor în care elicopterul a aterizat pe un aerodrom pe care nu l-a supravegheat din aer în timpul unei misiuni anterioare. | |
| 7        | 6 iunie 2021                                                    | Prima încercare a zborului 7 a eșuat | Prima încercare a zborului 7 a eșuat | Prima încercare a zborului 7 a eșuat | Prima încercare a zborului 7 a eșuat | Software-ul de bord nu a trecut la modul zbor. | |
| 7        | 8 iunie 2021 la 15:54 (Sol 107)                                 | 62.8 | 10 m | 106 m | Deplasare spre sud pentru a ateriza la aerodromul D. 18°26′24″N 77°27′01″E / 18.43988°N 77.45015°E | Ingenuity a zburat 106 m spre sud, către un nou punct de aterizare și a aterizat la aerodromul D. Camera color nu a fost folosită pentru a preveni erorile zborului 6. | |
| 8        | 22 iunie 2021 la 0:27 (Sol 120)                                 | 77,4 | 10 m | 160 m | Deplasare spre sud-est pentru a ateriza la aerodromul E. 18°26′14″N 77°27′03″E / 18.43724°N 77.45079°E | Ingenuity a zburat aproximativ 160 m spre sud pentru a ateriza la aerodromul E, la aproximativ 133,5 m distanță de Perseverance. La fel ca ultimul zbor, camera color nu a fost folosită pentru a preveni erorile din zborul 6. Bug-ul a fost remediat înainte de zborul 9. | |
| 9        | 5 iulie 2021 la 9:03 (Sol 133)                                  | 166,4 | 10 m | 625 m | Deplasare spre sud-vest la aerodromul F 18°25′41″N 77°26′44″E / 18.42809°N 77.44545°E | Ingenuity a zburat o lungime record de 625 m sud-vest, peste Séítah, un loc de cercetare potențială în craterul Jezero, la o viteză record de 5 m/s. Acesta a fost un zbor riscant, care a tensionat sistemul de navigație, care presupunea un teren plat în timp ce Séítah avea dune de nisip neuniforme. Acest lucru a fost parțial atenuat, elicopterul zburând mai încet peste regiunile mai provocatoare ale zborului. Datorită acestor erori, Ingenuity a aterizat la 47 m de centrul aerodromului cu rază de 50 m. Acest zbor a făcut ca distanța de călătorie a lui Ingenuity să depășească din nou roverul Perseverance și a demonstrat că un elicopter sau o dronă ar putea studia locurile pe care roverii nu le-ar putea vizita. | |
| 10       | 24 iulie 2021 (Sol 152)                                         | 165,4 | 12 m | 233 m cu schimbări de direcție | Buclă spre sud și vest pînă deasupra aerodromului G 18°25′41″N 77°26′37″E / 18.42808°N 77.44373°E | Ingenuity a zburat spre sud și vest peste Raised Ridges, o altă locație de cercetare potențială pe Marte, care este planificată să fie vizitată de Perseverance. Ingenuity a parcurs o distanță totală de 233 m și a atins înălțimea record de 12 m. Imagini color de înaltă rezoluție au fost luate în punctele de referință pentru viitorul studiu al Raised Ridges. | |
| 11       | 5 august 2021 la 4:53 (Sol 163)                                 | 130,9 | 12 m | 380 m | Deplasare spre nord-vest pentru a ateria la aerodroul H 18°25′58″N 77°26′21″E / 18.43278°N 77.43919°E | Acest zbor a fost destinat în primul rând ca un zbor de tranziție pentru a muta pe Ingenuity de la locul de aterizare după cel de-al 10-lea zbor până la un loc unde își poate susține viitoarea misiune, cercetarea regiunii South Séítah, o zonă interesantă din punct de vedere geologic pentru roverul Perseverance. | |
| 12       | 16 august 2021 la 12:57 (Sol 174)                               | 169,5 | 10 m | ~450 m dus-întors | Planare, deplasare spre est-nord-est la aproximativ 235 m, planare, întoarcere, planare, aterizare la aerodromul H.18°25′58″N 77°26′21″E / 18.43278°N 77.43919°E | Ingenuity a zburat est-nord-est aproximativ 235 m. După ce a ajuns la destinație, elicopterul a zburat în lateral 5 m pentru a obține imagini alăturate pemtru crearea unei imagini 3D. Ținând camera în aceeași direcție, a zburat înapoi la punctul de decolare. JPL a planificat să ia 10 imagini color pentru a ajuta echipa Perseverance să decidă ce caracteristici vor fi demne de mai multe studii. | |
| 13       | 5 septembrie 2021 la 00:10 (Sol 194)                            | 160,5 | 8 m | ~ 210 m dus-întors | Dus-întors spre nord-est pentru aproximativ 105 m, a aterizat din nou lângă Aerodromul H.18°25′58″N 77°26′21″E / 18.43268°N 77.43924°E | Călătorie dus-întors a zburat aproximativ 105 m spre nord-est și înapoi. Zborul s-a concentrat pe o anumită linie de creastă în sudul South Séítah. | |
| 14       | 16 septembrie 2021 (Sol 204) - 23 octombrie 2021 (Sol 240)      | Încercarea de zbor la 2700 rpm a fost anulată automat din cauza unei anomalii a servomotorului. Testele la sol și zborul au fost amânate până după încheierea conjuncției solare. | Încercarea de zbor la 2700 rpm a fost anulată automat din cauza unei anomalii a servomotorului. Testele la sol și zborul au fost amânate până după încheierea conjuncției solare. | Încercarea de zbor la 2700 rpm a fost anulată automat din cauza unei anomalii a servomotorului. Testele la sol și zborul au fost amânate până după încheierea conjuncției solare. | Încercarea de zbor la 2700 rpm a fost anulată automat din cauza unei anomalii a servomotorului. Testele la sol și zborul au fost amânate până după încheierea conjuncției solare. | Rotirea mai rapidă a rotorului la 2800 rpm a fost testată cu succes la sol. Testele de „mișcare” a servomotoarelor au fost efectuate în efortul de a diagnostica problema care a împiedicat zborul. După conjuncția solară, testul de rotație la sol a rotorului la 50 rpm a fost efectuat cu succes. | |
| 14       | 24 octombrie 2021 la 8:18 (Sol 241)                             | 23,0 | 6 m | 2 m | Planare, deplasare spre est 2 m, planare, aterizare din nou lângă aerodromul H. 18°25′58″N 77°26′21″E / 18.43284°N 77.43920°E | Zborul 14 a fost o scurtă verificare a rotației mai rapide a rotorului la 2700 rpm, necesară în timpul densității atmosferice sezoniere mai scăzute. | |
| 15       | 6 noiembrie 2021 la 16:22 (Sol 254)                             | 128,8 | 12 m | 407 m | Deplasare spre sud-est 407 m pentru a ateriza pe aerodromul F18°25′43″N 77°26′42″E / 18.42871°N 77.44501°E | Primul dintr-o serie de patru până la șapte zboruri într-o călătorie de întoarcere la Wright Brothers Field. Acesta s-a încheiat în regiunea Raised Ridges. | |
| 16       | 21 noiembrie 2021 la 2:09 (Sol 268)                             | 107.9 | 10 m | 116 m | Deplasare spre nord-est 116 m pentru a ateriza pe aerodromul J 18°25′48″N 77°26′47″E / 18.43013°N 77.44645°E | A aterizat lângă marginea South Séítah, înainte de a traversa acea zonă în mai multe zboruri iminente. | |
| 17       | 5 decembrie 2021 la 12:25 (Sol 282)                             | 116,8 | 10 m | 187 m | Deplasare spre nord-est 187 m pentru a ateriza pe aerodromul K 18°25′59″N 77°26′52″E / 18.43306°N 77.44771°E | A zburat la jumătatea drumului South Séítah de-a lungul direcției zborului 9, dar în direcția inversă. A existat o pierdere a comunicării între el și rover în timpul coborârii finale, la aproximativ 3 m de sol, dar JPL a raportat „Credem că zborul a fost un succes” pe baza telemetriei disponibile. La Sol 285, Ingenuity a transmis mai multe informații despre starea sa. Datele sugerau că elicopterul era vertical, pe baza rețelelor solare care își încărcau bateriile, ceea ce nu se poate face dacă elicopterul este în lateral. JPL a spus că terenul local și poziționarea lui Perseverance probabil au întrerupt comunicarea dintre rover și elicopter. | |
| 18       | 15 decembrie, 2021 la 17:27 (Sol 292)                           | 124,3 | 10 m | 230 m | Deplasare spre nord-est ~200 m pentru a ateriza chiar lângă marginea de nord a South Séítah la aerodromul L18°26′10″N 77°27′00″E / 18.43623°N 77.45011°E | Zburând peste South Séítah de-a lungul direcției zborului 9, dar în direcția inversă pentru a ateriza lângă locul de decolare al zborului 9. Este un alt zbor dintr-o serie de zboruri care returnează Ingenuity la Wright Brothers Field. | |
| 19       | Între 20 decembrie 2021 (Sol 297) și 3 februarie 2022 (Sol 341) | Prima încercare a zborului 19 a fost amânată din cauza unei furtuni de praf care se apropia de craterul Jezero; a fost prima dată când vremea a întârziat zborul unui vehicul aeropurtat pe un alt obiect ceresc decât Pământul. Furtuna a redus lumina solară cu 18% pe rețeaua solară a Ingenuity , care îi încarcă bateriile, iar praful cald a scăzut densitatea aerului din jur cu șapte procente, ceea ce ar fi putut depăși capacitatea Ingenuity de a genera o ridicare adecvată. JPL a așteptat mai mult de o lună ca aerul să se curețe și ca elicopterul să-și recapete capacitatea de generare de energie ca cea înainte de furtună. Furtuna a depus praf pe fereastra camerei de navigație. Pentru a preveni erorile de navigare, JPL a încărcat un nou fișier care ignoră anumite regiuni ale imaginii. De asemenea, praful și nisipul s-au acumulat în toate ansamblurile plăcilor oscilante. Autotestările repetate ale dispozitivului de acționare și servomotoarele au înlăturat resturile. | Prima încercare a zborului 19 a fost amânată din cauza unei furtuni de praf care se apropia de craterul Jezero; a fost prima dată când vremea a întârziat zborul unui vehicul aeropurtat pe un alt obiect ceresc decât Pământul. Furtuna a redus lumina solară cu 18% pe rețeaua solară a Ingenuity , care îi încarcă bateriile, iar praful cald a scăzut densitatea aerului din jur cu șapte procente, ceea ce ar fi putut depăși capacitatea Ingenuity de a genera o ridicare adecvată. JPL a așteptat mai mult de o lună ca aerul să se curețe și ca elicopterul să-și recapete capacitatea de generare de energie ca cea înainte de furtună. Furtuna a depus praf pe fereastra camerei de navigație. Pentru a preveni erorile de navigare, JPL a încărcat un nou fișier care ignoră anumite regiuni ale imaginii. De asemenea, praful și nisipul s-au acumulat în toate ansamblurile plăcilor oscilante. Autotestările repetate ale dispozitivului de acționare și servomotoarele au înlăturat resturile. | Prima încercare a zborului 19 a fost amânată din cauza unei furtuni de praf care se apropia de craterul Jezero; a fost prima dată când vremea a întârziat zborul unui vehicul aeropurtat pe un alt obiect ceresc decât Pământul. Furtuna a redus lumina solară cu 18% pe rețeaua solară a Ingenuity , care îi încarcă bateriile, iar praful cald a scăzut densitatea aerului din jur cu șapte procente, ceea ce ar fi putut depăși capacitatea Ingenuity de a genera o ridicare adecvată. JPL a așteptat mai mult de o lună ca aerul să se curețe și ca elicopterul să-și recapete capacitatea de generare de energie ca cea înainte de furtună. Furtuna a depus praf pe fereastra camerei de navigație. Pentru a preveni erorile de navigare, JPL a încărcat un nou fișier care ignoră anumite regiuni ale imaginii. De asemenea, praful și nisipul s-au acumulat în toate ansamblurile plăcilor oscilante. Autotestările repetate ale dispozitivului de acționare și servomotoarele au înlăturat resturile. | Prima încercare a zborului 19 a fost amânată din cauza unei furtuni de praf care se apropia de craterul Jezero; a fost prima dată când vremea a întârziat zborul unui vehicul aeropurtat pe un alt obiect ceresc decât Pământul. Furtuna a redus lumina solară cu 18% pe rețeaua solară a Ingenuity , care îi încarcă bateriile, iar praful cald a scăzut densitatea aerului din jur cu șapte procente, ceea ce ar fi putut depăși capacitatea Ingenuity de a genera o ridicare adecvată. JPL a așteptat mai mult de o lună ca aerul să se curețe și ca elicopterul să-și recapete capacitatea de generare de energie ca cea înainte de furtună. Furtuna a depus praf pe fereastra camerei de navigație. Pentru a preveni erorile de navigare, JPL a încărcat un nou fișier care ignoră anumite regiuni ale imaginii. De asemenea, praful și nisipul s-au acumulat în toate ansamblurile plăcilor oscilante. Autotestările repetate ale dispozitivului de acționare și servomotoarele au înlăturat resturile. | Prima încercare a zborului 19 a fost amânată din cauza unei furtuni de praf care se apropia de craterul Jezero; a fost prima dată când vremea a întârziat zborul unui vehicul aeropurtat pe un alt obiect ceresc decât Pământul. Furtuna a redus lumina solară cu 18% pe rețeaua solară a Ingenuity , care îi încarcă bateriile, iar praful cald a scăzut densitatea aerului din jur cu șapte procente, ceea ce ar fi putut depăși capacitatea Ingenuity de a genera o ridicare adecvată. JPL a așteptat mai mult de o lună ca aerul să se curețe și ca elicopterul să-și recapete capacitatea de generare de energie ca cea înainte de furtună. Furtuna a depus praf pe fereastra camerei de navigație. Pentru a preveni erorile de navigare, JPL a încărcat un nou fișier care ignoră anumite regiuni ale imaginii. De asemenea, praful și nisipul s-au acumulat în toate ansamblurile plăcilor oscilante. Autotestările repetate ale dispozitivului de acționare și servomotoarele au înlăturat resturile. | Prima încercare a zborului 19 a fost amânată din cauza unei furtuni de praf care se apropia de craterul Jezero; a fost prima dată când vremea a întârziat zborul unui vehicul aeropurtat pe un alt obiect ceresc decât Pământul. Furtuna a redus lumina solară cu 18% pe rețeaua solară a Ingenuity , care îi încarcă bateriile, iar praful cald a scăzut densitatea aerului din jur cu șapte procente, ceea ce ar fi putut depăși capacitatea Ingenuity de a genera o ridicare adecvată. JPL a așteptat mai mult de o lună ca aerul să se curețe și ca elicopterul să-și recapete capacitatea de generare de energie ca cea înainte de furtună. Furtuna a depus praf pe fereastra camerei de navigație. Pentru a preveni erorile de navigare, JPL a încărcat un nou fișier care ignoră anumite regiuni ale imaginii. De asemenea, praful și nisipul s-au acumulat în toate ansamblurile plăcilor oscilante. Autotestările repetate ale dispozitivului de acționare și servomotoarele au înlăturat resturile. |
| 19       | 8 februarie 2022 la 04:21 (Sol 345)                             | 99,8 | 10 m | 62 m | Deplasare spre nord-est ~62 m pentru a ateriza chiar deasupra crestei de est a South Séítah la Airfield E 18°26′13″N 77°27′03″E / 18.43700°N 77.45080°E | Elicopterul a zburat din bazinul Sud Séítah, peste o creastă de despărțire și până la platoul principal, lângă locul de aterizare al Zborului 8. Imaginile făcute în timpul zborului 9 au fost folosite pentru a selecta o zonă sigură. Este un alt zbor dintr-o serie de zboruri care returnează Ingenuity la Wright Brothers Field. Această abordare graduală se datorează lipsei de locuri mari de aterizare în zonă și densității atmosferice mai scăzute în timpul verii, ceea ce necesită viteze mai mari ale rotorului și mai multă putere. Planul de zbor prevedea ca elicopterul să se rotească cu aproape 180 de grade înainte de a ateriza pentru a-și îndrepta camera color spre delta fluviului pentru zboruri viitoare. | |
| 20       | 25 februarie 2022 la 13:35 (Sol 362)                            | 130,3 | 10 m | 391 m | Deplasare spre nord-vest ~390 m zburând peste Séítah pentru a ateriza pe Airfield M 18°26′36″N 77°26′55″E / 18.44337°N 77.44859°E | Ingenuity și-a continuat călătoria înapoi spre zona de zbor inițială, aterizând chiar la sud-vest de Wright Brothers Field. De acolo, va fi nevoie de o scurtătură către delta râului Jezero Crater, zburând spre nord-vest peste Séítah, în timp ce Perseverance circulă în jurul regiunii până în deltă. | |
| 21       | 10 martie 2022 la 22:10 (Sol 375)                               | 129,2 | 10 m | 373,1 m | Deplasare spre nord-vest ~374 m zburând peste Séítah pentru a ateriza pe Airfield N N 18°26′43″N 77°26′32″E / 18.44514°N 77.44219°E | Prima dintre câteva călătorii pe drumul către o zonă de întâlnire de lângă baza deltei antice din craterul Jezero pentru a cerceta locul pentru Perseverance. | |
| 22       | 20 martie 2022 la 4:06 (Sol 384)                                | 101.4 | 10 m | 70,4 m | Deplasare spre nord-est 70,4 m zburând peste nord-vestul Seìtah pentru a ateriza din nou pe Airfield N 18°26′46″N 77°26′35″E / 18.44610°N 77.44292°E | Al doilea zbor spre poziția de lângă baza deltei. Ingenuity a zburat doar 70,4 m nu ~350 m planificați. Următorul zbor va fi complex, incluzând un viraj brusc pentru a evita un deal mare. | |
| 23       | 24 martie la 6:44 (Sol 388)                                     | 129,1 | 10 m | 374,886 m | Deplasare spre nord-est și apoi spre nord-vest zburând peste nord-vestul Seìtah pentru a ateriza pe Airfield P 18°26′42″N 77°26′36″E / 18.44508°N 77.44345°E | Un alt zbor în drum spre o poziție aproape de baza deltei. Zborul a fost complex, incluzând un viraj brusc pentru a evita un deal mare. În deciderea rutei rămase către deltă, echipa misiunii a luat în considerare mai mulți factori: termici (temperatura pieselor elicopterului), atmosferici, timpul de zbor, terenul locului de aterizare și menținerea pasului cu roverul. | |
| 24       | 3 aprilie 2022 la 12:49 (Sol 398)                               | 69,8 | 10 m | 47,54 m | Deplasare spre nord-vest zburând peste Seìtah pentru a ateriza din nou pe Airfield P 18°26′42″N 77°26′33″E / 18.44508°N 77.44246°E | A patra din cele cinci ieșiri care traversează regiunea Séítah. Rotoarele se rotesc la 2.537 rpm, o reducere de la 2.700 rpm utilizată de la zborul 14; aceasta a fost o revenire la ritmul mai lent al primelor zboruri. Creșterea densității aerului a permis reducerea, deoarece aerul subțire al verii marțiane a fost înlocuit cu aerul mai dens al toamnei. Data zborului 24 a marcat un an de la desfășurarea lui Ingenuity la suprafața planetei. | |
| 25       | 9 aprilie 2022 la 16:40 (Sol 403)                               | 161,3 | 10 m | 708,91 m | Deplasare spre nord-vest, zburând deasupra Seìtah, aterizare în zona de zbor Airfield Q18°27′17″N 77°25′50″E / 18.45477°N 77.43058°E | Cea mai lungă distanță și cea mai mare viteză (5,50 m/s) dintre toate zborurile de până acum. Acest zbor a scos elicopterul din regiunea Séítah. | |
| 26       | 10 aprilie 2022 la 1:32 (Sol 414)                               | 159,0 | 8 m | 391,18 m | Deplasare spre sud-est, sud-vest și apoi nord-vest pentru a ateriza pe Airfield R 18°27′06″N 77°25′50″E / 18.45163°N 77.43046°E | Ingenuity a zburat mai aproape de deltă și a făcut fotografii color ale resturilor EDL, inclusiv carcasa spațială a navei spațiale și parașuta. | |
| 27       | 13 aprilie 2022 la 4:11 (Sol 418)                               | 153,9 | 10 m | 304,96 m | Deplasare spre sud-est, apoi spre sud-vest și apoi spre nord-vest pentru a ateriza pe Airfield S 18°27′09″N 77°25′35″E / 18.45252°N 77.42636°E | Ingenuity a zburat mai aproape de deltă. | |
| 28       | 29 aprilie 2022 la 7:44 (Sol 423)                               | 152,9 | 10 m | 420,94 m | Deplasare spre nord-vest pentru a ateriza pe Airfield T 18°27′26″N 77°25′14″E / 18.45714°N 77.42068°E | Ingenuity a zburat mai aproape de deltă. | |
| 29       | 11 iunie 2022 la 15:06 (Sol 465)                                | 66,6 | 10 m | 181,96 m | Deplasare spre sud-vest pentru a ateriza pe Airfield U | Primul zbor fără utilizarea inclinometrului său și în frigul iernii marțiane. Primul zbor după pierderea comunicațiilor. | |

## Total zboruri
| Număr de zboruri | Distanța zburată | Timpul zburat | Soli de când s-a desprins de rover | Zile terestre de când s-a desprins de rover |
| ---------------- | ---------------- | ------------- | ---------------------------------- | ------------------------------------------- |
| 72               | 17,242 km        | 128,92 minute | 993                                | 1020                                        |
| Surse:           |                  |               |                                    |                                             |

## Recorduri
| Categorie      | Durată              | Altitudine | Distanță     | Viteză max |
| -------------- | ------------------- | ---------- | ------------ | ---------- |
| Valoare        | 2 minute 49 secunde | 24 metri   | 708,91 metri | 10 m/s     |
| Zborul numărul | 12                  | 61         | 25           | 62         |